# Радземиці (гміна)
Гміна Радземіце (пол. Gmina Radziemice) — сільська гміна у південній Польщі. Належить до Прошовицького повіту Малопольського воєводства.
Станом на 31 грудня 2011 у гміні проживало 3467 осіб.

## Площа
Згідно з даними за 2007 рік площа гміни становила 57.85 км², у тому числі:
- орні землі: 94.00%
- ліси: 1.00%

Таким чином, площа гміни становить 13.95% площі повіту.

## Населення
Станом на 31 грудня 2011:
| Опис     | Загалом | Загалом | Чоловіки | Чоловіки | Жінки | Жінки |
| -------- | ------- | ------- | -------- | -------- | ----- | ----- |
| одиниця  | осіб    | %       | осіб     | %        | осіб  | %     |
| все      | 3467    | 100     | 1726     | 49.78    | 1741  | 50.22 |
| міське   | 0       | 100     | 0        |          | 0     |       |
| сільське | 3467    | 100     | 1726     | 49.78    | 1741  | 50.22 |

## Сусідні гміни
Гміна Радземіце межує з такими гмінами: Конюша, Мехув, Палечниця, Прошовіце, Рацлавіце, Сломники.